# غور العاصي
غور العاصي قرية سورية تتبع ناحية مركز حماة في منطقة مركز حماة في محافظة حماة. بلغ عدد سكانها 2033 نسمة في عام 2004 حسب إحصاء المكتب المركزي للإحصاء.
تبعد حوالي 25 كم إلى الجنوب الشرقي من مدينة حماة وتقع على نهر العاصي وتشتهر بناعورة بيت غدير, ويعتمد أغلب السكان على المحاصيل الزراعية.

## وصلات خارجية
- الوحدات الإدارية في محافظة حماة نسخة محفوظة 18 أبريل 2019 على موقع واي باك مشين.